# Route européenne 63
Pour les articles homonymes, voir E63 et Route 63.
La route européenne 63 (E63) est une route reliant Sodankylä à Turku qui traverse la Finlande du sud au nord sur un trajet souvent parallèle à la E75.

## Description
Elle part de Turku dans le sud-ouest du pays, où elle se sépare de la E18 et emprunte la nationale 9. Brièvement autoroutière, elle croise à Tampere la E12, puis la E75 à Jyväskylä. Elle traverse ensuite le centre-est du pays avant de remonter vers la Laponie en suivant la nationale 5 à partir de Kuopio. Elle rejoint finalement la E75 à Sodankylä, 100 km au nord du cercle polaire arctique.

## Tracé

### Finlande
La route E63 emprunte les itinéraires suivants :
| (Auto)route | Tracé                         | Villes traversées                                                        | Routes européennes croisées |
| ----------- | ----------------------------- | ------------------------------------------------------------------------ | --------------------------- |
|             | Entre Sodankylä et Vehmasmäki | Pelkosenniemi, Kemijärvi, Kuusamo, Suomussalmi, Kajaani, Iisalmi, Kuopio | à Sodankylä                 |
|             | Entre Vehmasmäki et Tampere   | Suonenjoki, Jyväskylä, Jämsä, Orivesi                                    | à Jyväskylä                 |
|             | Entre Tampere et Toijala      |                                                                          | en commun                   |
|             | Entre Toijala et Turku        |                                                                          | à Turku                     |